# Communauté de communes du Terrassonnais
La communauté de communes du Terrassonnais (ou communauté de communes du Terrassonais) est une ancienne communauté de communes française située dans le département de la Dordogne, en région Aquitaine.
Elle faisait partie du Pays du Périgord noir.

## Historique
La communauté de communes du Périgord Est a été créée le 1er juillet 1997 avec seulement deux communes : La Feuillade et Pazayac.
Le 29 décembre 2003, jour où douze nouvelles communes y adhèrent, la communauté de communes du Périgord Est change d’appellation et devient communauté de communes du Terrassonnais.
Par l'arrêté préfectoral no 2013150-003 du 30 mai 2013, lui-même complété par l'arrêté no 2013282-0002 du 9 octobre 2013, une fusion est effective au 1er janvier 2014 entre la communauté de communes Causses et Vézère, la communauté de communes du Pays de Hautefort et la communauté de communes du Terrassonnais. La nouvelle entité porte le nom de communauté de communes du Terrassonnais en Périgord noir Thenon Hautefort, renommée communauté de communes Terrassonnais Haut Périgord Noir le 25 octobre 2021.

## Composition
De 2004 à 2013, la communauté de communes du Terrassonnais regroupait quatorze des seize communes du canton de Terrasson-Lavilledieu (seules en étaient absentes La Bachellerie et Le Lardin-Saint-Lazare) :
1. Beauregard-de-Terrasson
2. La Cassagne
3. Châtres
4. Chavagnac
5. Coly
6. Condat-sur-Vézère
7. La Dornac
8. La Feuillade
9. Grèzes
10. Pazayac
11. Peyrignac
12. Saint-Rabier
13. Terrasson-Lavilledieu
14. Villac

## Politique et administration
| Période                                  | Période       | Identité      | Étiquette | Qualité                                   |
| ---------------------------------------- | ------------- | ------------- | --------- | ----------------------------------------- |
|                                          |               | ?             |           |                                           |
| ?                                        | avril 2008    | Pierre Delmon | DVD       | Maire de Terrasson-Lavilledieu            |
| avril 2008                               | décembre 2013 | Jean Bousquet | UMP       | Adjoint au Maire de Terrasson-Lavilledieu |
| Les données manquantes sont à compléter. |               |               |           |                                           |

## Compétences
- Assainissement collectif
- Collecte des déchets des ménages et déchets assimilés
- Environnement
- Équipements ou établissements culturels, socioculturels, socioéducatifs ou sportifs
- Plans locaux d'urbanisme
- Préfiguration et fonctionnement des Pays
- Programme local de l'habitat
- Voirie
- Zones d'activités industrielle, commerciale, tertiaire, artisanale ou touristique
- Zones d'aménagement concerté (ZAC)

### Sources
- Le SPLAF (Site sur la Population et les Limites Administratives de la France)
- La base ASPIC de la Dordogne - (Accès des Services Publics aux Informations sur les Collectivités)